# Herri Batasuna
Herri Batasuna (HB) (Unidade Popular em basco) foi uma coligação política surgida em 1978 e com presença nas comunidades autónomas do País Basco (em basco, Euskadi) e Navarra que se definiu a si própria como de esquerda abertzale (esquerda patriótica) e cujo objetivo era a independência e o socialismo para o País Basco. HB desapareceu ao refundar-se em 2001 como Batasuna, organização à que passaram a maioria dos militantes de HB enquanto os partidários do fim da violência de ETA fundaram Aralar.

## História

### Origens
Após a morte do ditador Francisco Franco e o fim do seu regime com o processo conhecido como Transição Espanhola, as forças políticas da esquerda abertzale ou esquerda patriótica basca topavam-se separadas em diversas organizações e posições perante os acontecimentos do fim do franquismo. Embora a diversificação, em 1975 criou-se a Coordenadora Patriótica Socialista (KAS) para coordenar as diferentes ações das organizações do que se conhecia como Movimento de Libertação Nacional Basco (MLNB). Na KAS confluíram organizações tanto legais como ilegais e configurou-se como a base para a futura criação de HB.
Em junho de 1977 foram celebradas as primeiras eleições democráticas na Espanha após o fim do regime franquista, coincidindo com a campanha da KAS pela amnistia para os presos da ETA. A essas eleições apresentaram-se os três partidos principais do MLNB: a Assembleia Socialista Basca (ESB), Ação Nacionalista Basca (EAE-ANB) e Esquerda de Euskadi (EE). Por enquanto, o bloco KAS e os partidos LAIA e HASI pediram a abstenção ativa até à consecução da amnistia.
Ao mesmo tempo, o Partido Nacionalista Basco (PNB) organizava-se para encabeçar o caminho face ao Estatuto de Autonomia do País Basco de 1979, o que provoca a radicalização de HASI (então sob as siglas de EHAS) na sua oposição ao processo estatutário e no seu rechaço à via institucional. EIA, pela sua vez, distancia-se do KAS e dentro de ESB e de ANB surgem tendências a seguir a linha de EHAS-HASI com o objetivo de procurar alianças para futuras eleições.

### A mesa de Alsasua
Embora a forte divisão da esquerda abertzale nesse momento, em 24 de outubro de 1977, por iniciativa do veterano nacionalista Telesforo de Monzón, é constituída a Mesa de Alsasua com a participação de HASI (antiga EHAS), LAIA, ESB, ANB, e EIA com o fim de organizar-se arredor da alternativa KAS (programa marco político da KAS) e conforme aos seguintes acordos:
1. Concorrência unida de toda a esquerda abertzale às eleições autárquicas e apresentação de uma alternativa nacional e de classe.
2. Dar carácter duradouro a esta aliança e fazê-la extensível a outros partidos da esquerda estatais, sempre que aceitem a estratégia nacional da política basca.
3. Não aceitar nenhum regime que pudesse deixar Navarra à margem, nem então qualquer Estatuto de Autonomia que pudesse ser redigido antes das eleições autárquicas e a teor das eleições gerais de 15 de junho de 1977.
4. Elaborar um programa com os seguintes pontos: democratização das instituições, legalização de todos os partidos, reconhecimento da soberania nacional de Euskadi Sul, não separação de Navarra e melhoras sociais de base (Alternativa K.A.S.). Os objetivos da aliança são uma Euskadi livre, reunificada, socialista e em euskara.[1]

Contudo, a adesão à Mesa de Alsasua não se produziu sem problemas. Por uma parte, ESB e ANB, embora terem asinado em maio de 1977 o Compromisso Autonómico, viram-se envolvidas na Mesa mais por iniciativa dos seus líderes do que pela das suas bases. Por outra parte, a direção de EIA decide, em 16 de outubro, aceitar o regime pré-autonómico, o que leva EIA e EE a se distanciarem da Mesa. Finalmente, LAIA foi acusada durante os primeiros meses de 1978 de ser apenas um instrumento da ETA e também de manter uma posição ambígua a respeito da participação nas instituições.
A criação, em janeiro de 1978, do Conselho Geral Basco (órgão pré-autonómico basco que incluía os territórios de Álava, Guipúscoa e Biscaia, mas não Navarra) fez com que a Mesa de Alsasua apresentasse uma alternativa sobre a territorialidade com o objetivo de incorporar as quatro regiões. A iniciativa recebeu apoio do carlismo basco, da Organização Comunista da Espanha-Bandeira Vermelha (OCE-BR) e da organização basca da Liga Comunista Revolucionária (LKI).
Em 27 de abril de 1978, a Mesa de Alsasua transformou-se na coligação denominada Herri Batasuna, conformada finalmente por  EAE-ANB, ESB, HASI e (LAIA), e outras adesões pessoais como a de Jon Idigoras, Iñaki Esnaola ou o próprio Telesforo de Monzón. Também aderiram a HB uma parte importante da militância de base da organização EE, encabeçados por Francisco Letamendia. HB contou também com o apoio da ETA e de diversas organizações presentes na KAS, como as Gestoras Pró Amnistia, o sindicato LAB, a organização juvenil Jarrai ou grupos como ASK. Depois desse momento, a esquerda abertzale ficou dividida em dois setores, representados por Euskadiko Ezkerra (EE) e por Herri Batasuna (HB), com um intercâmbio constante de militantes nos seguintes anos em função da posição adoptada por cada organização perante os diversos acontecimentos do conflito basco. Ao mesmo tempo, EE contava com o apoio da cisão da ETA conhecida como ETA-pm(ETA-político militar), enquanto HB contava com o apoio da ETA militar. Finalmente, HB conseguiu controlar a maior parte das organizações e dos meios afins à esquerda abertzale, como o diário Egin.

### 1979: Eleições e participação nas instituições
No referendo para a ratificação da Constituição Espanhola em 6 de dezembro de 1978, HB e EIA pediram o "Não", e antes das eleições de 1979, HB e ETA-m aglutinaram o descontento contra as reformas e contra o Estatuto de Autonomia. Sob essas premissas, HB apresentou-se às suas primeiras eleições em 1977. Nas eleições gerais, obteve um importante sucesso ao receber 172.110 votos (0,96%), o que lhe permitiu ganhar 3 deputados e 1 senador. Nas eleições municipais, atingiu 165.000 votos (1,0%) e 260 membros nas câmaras municipais bascas e navarras. E nas votações desse mesmo ano ao Parlamento de Navarra, obteve 28.244 votos (12,11%) que lhe permitiram atingir 9 deputados e um Deputado Geral. Com o importante sucesso, no interior de HB surgiu um debate sobre a participação nas instituições, já que a priori apenas se tinha decido participar nas câmaras municipais. Finalmente, a decisão foi participar também no Parlamento e na Deputação navarras com o objetivo de trabalhar para a unificação de Navarra com o resto das províncias bascas, mas não assim nas instituições bascas.
Em 25 de outubro de 1979, o Estatuto de Gernika (Estatuto de Autonomia Basco) é aprovado embora os esforços de HB, ETA-m, MCE e LKI pela abstenção, que atinge 41,14%. Esse é o momento em que começam a dar-se as primeiras ações policiais contra HB pela sua colaboração com ETA. Em 28 de setembro de 1979, Tomás Alba Irazusta, membro de HB na câmara municipal de Donostia (São Sebastião) é assassinado por um grupo ultra-direitista espanhol denominado Batalhão Basco Espanhol (BVE).

### As décadas de 1980 e 1990
No início de 1980 produz-se uma cisão importante em HB quando LAIA e ESB abandonam a coligação acusando o KAS de marginar os setores partidários da participação de Herri Batasuna nas instituições políticas. Contudo, a cisão não teve na prática custe eleitoral para HB, que nas eleições ao Parlamento Basco de 1980 consegue 151.636 votos (16,55%), tornando-se a segunda força política basca (só por trás da direita nacionalista do PNB), sem que nenhum dos seus deputados ocupe a sua cadeira parlamentar.
Em 20 de novembro de 1984, Santiago Brouard - líder de HASI quando se fundou a coligação - foi assassinado por membros dos Grupos Antiterroristas de Libertação (GAL) espanhóis. Contudo, o crescimento de HB continuou.
Em 1987, a coligação conseguiu 367.000 votos em todo o estado e um representante no Parlamento Europeu, graças à grande quantidade de recursos mobilizados fora do País Basco e Navarra e graças à colaboração de partidos da esquerda no resto do estado, como o MEN catalão, os galegos PCLN e Galiza Ceive-OLN, o MCE e a LCR, entre outros. Ademais, em Navarra conseguiu colocar-se como terceira força política.
Uma das consequências do aumento da força eleitoral de HB foi a criação do Pacto de Ajuria-Enea, assinado em 12 de janeiro de 1988 pela Aliança Popular (AP), o Centro Democrático e Social (CDS), o Partido Nacionalista Basco (PNB), Euskadiko Ezkerra (EE), o Partido Socialista de Euskadi (PSE-PSOE), Eusko Alkartasuna (EA) e o  Lehendakari José Antonio Ardanza (PNB). O objetivo era debilitar HB e expulsá-la da maior parte de instituições bascas para, desse modo, debilitar o que se considerava o braço político da ETA.
As agressões contra HB continuaram nos seguintes anos. Em 20 de novembro de 1989, produziu-se um atentado contra diversos membros de HB no Congresso e no Senado espanhóis. Como resultado do atentando, Josu Muguruza resultou morto. Em 1993, Gurutze Iantzi, membro de HB na câmara municipal de Urnieta, morreu nas dependências da Guardia Civil após um interrogatório. Só posteriormente foi feita pública a existência, naqueles anos, de práticas de terrorismo de Estado perpetrado através dos GAL contra HB. Como resultado, foram condenados diversos altos dirigentes do PSOE e da sua federação basca PSE-PSOE, entre outros o Delegado do Governo em Guipúscoa e o Secretário de Estado de Segurança.
Contudo, em 1997, o juiz Baltasar Garzón ordenou a detenção dos 23 membros da Mesa Nacional de HB por "colaboração com banda armada" após a tentativa de HB de difundir, entre propaganda eleitoral televisiva gratuita, um vídeo em que ETA apresentava a sua denominada Alternativa Democrática (que substituía o programa marco denominado Alternativa KAS). Cada um dos membros foi condenado a 7 anos de prisão por colaboração com a ETA. Desse modo, foi constituída uma nova Mesa Nacional, renovando todos os seus membros, ainda quando a sentença foi posteriormente anulada pelo Tribunal Constitucional espanhol.

### O Pacto de Lizarra-Garazi
Em 12 de setembro de 1998, todas os partidos nacionalistas bascos, incluída Herri Batasuna, sete sindicatos e outras nove organizações assinam o conhecido como Pacto de Estella (atualmente, Pacto de Lizarra-Garazi). ETA declara uma trégua depois da sinatura e HB decide participar nas eleições de 1998 e 1999 dentro de uma nova candidatura eleitoral que integrava tanto HB como outros grupos menores, entre os quais Batzarre e Zutik, que provinham da cisão federal da Liga Comunista Revolucionária em Navarra e o País Basco, respetivamente.

### Euskal Herritarrok
A coligação eleitoral dirigida por HB denominou-se Euskal Herritarrok (EH, Cidadãos Bascos, em euskera) e atingiu importantes resultados nas eleições de 1999 em Navarra, onde se colocou como terceira força a só 14.000 votos da segunda, o PSN-PSOE. Nas eleições bascas do mesmo ano, EH também atingiu um importante resultado e apoiou o nomeamento de Juan José Ibarretxe como lehendakari pelo PNB. Em maio, houve um acordo de legislatura entre o governo de PNB e EA com Euskal Herritarrok, pelo qual ela renunciava à luta armada. Porém, a ruptura da trégua por parte da ETA pôs fim ao acordo parlamentar com EH, que não condenou o atentado e que abandonou a câmara basca em setembro de 2000. Batzarre e Zutik, pela sua vez, abandonaram a coligação.
Nas eleições ao Parlamento Basco de 2001, Herri Batasuna participou novamente sob o nome de Euskal Herritarrok, embora ser o único partido integrante da candidatura após a saída de Batzarre e Zutik. Nessas eleições, perdeu a metade da sua representação, passando de 14 a 7 escanos e entrando num processo de reflexão que levaria à sua refundação como Batasuna e à cisão de um setor que condenava explicitamente a violência e que se constituiu formalmente como partido político com o nome de Aralar.

## Ilegalização
Desde o seu nascimento, HB foi acusado de apoiar ou colaborar com ETA e mesmo de ser o seu braço político, baseando-se em que a coligação apresentou com frequência membros ou ex-membros da ETA como candidatos, em que alguns dos seus membros e partidários foram condenados por colaboração com banda armada; em que a ETA pediu o voto para HB en diversas ocasiões e em que HB foi a única força política com representação no País Basco e em Navarra que se negou a condenar de forma oficial o uso da luta armada por parte da ETA. Herri Batasuna negou sempre estas acusações, denunciando que essas acusações faziam parte de uma campanha contra o movimento independentista basco.
Contudo, em janeiro de 1996, o juiz Baltasar Garzón pedia a investigação da KAS e indicava que os seus membros poderiam ter vinculação com a ETA, tanto como membros da sua direção quanto como colaboradores. Em 20 de novembro de 2008, KAS foi declarada ilegal por servir de suporte político às atividades da ETA e por ser considerada parte desta.
Ao mesmo tempo que as atuações judiciais, produz-se um ataque desde o âmbito político.  Em 27 de abril de 2002 é aprovada pelo Congresso espanhol a denominada Lei de Partidos, que permite ilegalizar aqueles partidos vinculados com o racismo, a xenofobia e a luta armada. Como resultado dessa lei, o Tribunal Supremo espanhol notificou em março de 2003 a ilegalização de Herri Batasuna, Euskal Herritarrok e Batasuna por não rechaçarem a violência como forma de atuação política. Pela sua pretensa vinculação com Batasuna, foram também ilegalizadas posteriormente Ação Nacionalista Basca (ANB) e o Partido Comunista das Terras Bascas (PCTB), e foram também anuladas as candidaturas de Herritarren Zerrenda, Autodeterminaziorako Bilgunea, Abertzale Sozialisten Batasuna, Aukera Guztiak, Demokrazia Hiru Milloi e Askatasuna. Também foi ordenada a dissolução dos grupos parlamentares Sozialista Abertzaleak e Nafarroako Sozialista Abertzaleak.

## Resultados eleitorais

### Eleições legislativas
| Data | País Basco                       | País Basco                       | País Basco                       | País Basco                       | País Basco                       | Navarra                          | Navarra                          | Navarra                          | Navarra                          | Navarra                          | Status                           |
| Data | Votos                            | %                                | +/-                              | Deputados                        | +/-                              | Votos                            | %                                | +/-                              | Deputados                        | +/-                              |                                  |
| ---- | -------------------------------- | -------------------------------- | -------------------------------- | -------------------------------- | -------------------------------- | -------------------------------- | -------------------------------- | -------------------------------- | -------------------------------- | -------------------------------- | -------------------------------- |
| 1979 | 149 685                          | 15,0 (4.º)                       |                                  | 3 / 21                           |                                  | 22 425                           | 8,9 (4.º)                        |                                  | 0 / 5                            |                                  | Abstencionismo                   |
| 1982 | 175 857                          | 14,7 (3.º)                       | 0,3                              | 2 / 21                           | 1                                | 34 744                           | 11,7 (3.º)                       | 2,8                              | 0 / 5                            | Estável                          | Abstencionismo                   |
| 1986 | 193 724                          | 17,7 (3.º)                       | 3,0                              | 4 / 21                           | 2                                | 37 998                           | 13,9 (3.º)                       | 2,2                              | 1 / 5                            | 1                                | Abstencionismo                   |
| 1989 | 186 646                          | 16,9 (3.º)                       | 0,8                              | 4 / 21                           | Estável                          | 30 632                           | 11,0 (3.º)                       | 2,9                              | 0 / 5                            | 1                                | Abstencionismo                   |
| 1993 | 174 655                          | 14,6 (4.º)                       | 2,3                              | 2 / 19                           | 2                                | 32 221                           | 10,4 (3.º)                       | 0,6                              | 0 / 5                            | Estável                          | Abstencionismo                   |
| 1996 | 154 853                          | 12,3 (4.º)                       | 2,3                              | 2 / 19                           | Estável                          | 26 451                           | 8,2 (4.º)                        | 2,4                              | 0 / 5                            | Estável                          | Abstencionismo                   |
| 2000 | Não concorreu/Apelou à abstenção | Não concorreu/Apelou à abstenção | Não concorreu/Apelou à abstenção | Não concorreu/Apelou à abstenção | Não concorreu/Apelou à abstenção | Não concorreu/Apelou à abstenção | Não concorreu/Apelou à abstenção | Não concorreu/Apelou à abstenção | Não concorreu/Apelou à abstenção | Não concorreu/Apelou à abstenção | Não concorreu/Apelou à abstenção |

### Eleições regionais do País Basco
| Data | Votos   | %          | +/- | Deputados | +/-     | Status            |
| ---- | ------- | ---------- | --- | --------- | ------- | ----------------- |
| 1980 | 151 636 | 16,5 (2.º) |     | 11 / 60   |         | Abstencionismo    |
| 1984 | 157 389 | 14,7 (3.º) | 1,8 | 11 / 75   | Estável | Abstencionismo    |
| 1986 | 199 900 | 17,5 (3.º) | 2,8 | 13 / 75   | 2       | Abstencionismo    |
| 1990 | 186 410 | 18,3 (3.º) | 0,8 | 13 / 75   | Estável | Abstencionismo    |
| 1994 | 166 147 | 16,3 (3.º) | 2,0 | 11 / 75   | 2       | Abstencionismo    |
| 1998 | 224 001 | 17,9 (3.º) | 1,6 | 14 / 75   | 3       | Apoio parlamentar |
| 2001 | 143 139 | 10,1 (4.º) | 7,8 | 7 / 75    | 7       | Apoio parlamentar |

### Eleições regionais de Navarra
| Data | Votos  | %          | +/- | Deputados | +/- | Status   |
| ---- | ------ | ---------- | --- | --------- | --- | -------- |
| 1979 | 28 244 | 11,1 (4.º) |     | 9 / 70    |     | Oposição |
| 1983 | 28 055 | 10,6 (4.º) | 0,5 | 6 / 50    | 3   | Oposição |
| 1987 | 38 138 | 13,7 (3.º) | 3,1 | 7 / 50    | 1   | Oposição |
| 1991 | 30 762 | 11,4 (3.º) | 2,3 | 6 / 50    | 1   | Oposição |
| 1995 | 27 404 | 9,4 (5.º)  | 2,0 | 5 / 50    | 1   | Oposição |
| 1999 | 47 271 | 16,0 (3.º) | 6,6 | 8 / 50    | 3   | Oposição |

### Eleições europeias
| Data | País Basco | País Basco | País Basco | Navarra | Navarra    | Navarra | Deputados | +/-     |
| Data | Votos      | %          | +/-        | Votos   | %          | +/-     | Deputados |         |
| ---- | ---------- | ---------- | ---------- | ------- | ---------- | ------- | --------- | ------- |
| 1987 | 210 430    | 19,6 (1.º) |            | 40 523  | 14,4 (3.º) |         | 1 / 60    |         |
| 1989 | 184 362    | 19,1 (2.º) | 0,5        | 31 516  | 13,8 (3.º) | 0,6     | 1 / 60    | Estável |
| 1994 | 140 859    | 15,6 (4.º) | 3,5        | 24 016  | 10,4 (4.º) | 3,4     | 0 / 64    | 1       |
| 1999 | 225 796    | 19,5 (4.º) | 3,9        | 45 146  | 15,1 (3.º) | 4,7     | 1 / 64    | 1       |

(Fonte: Ministério do Interior da Espanha, Governo Basco e Eleições espanholas desde 1869)